# أمجد إسماعيل

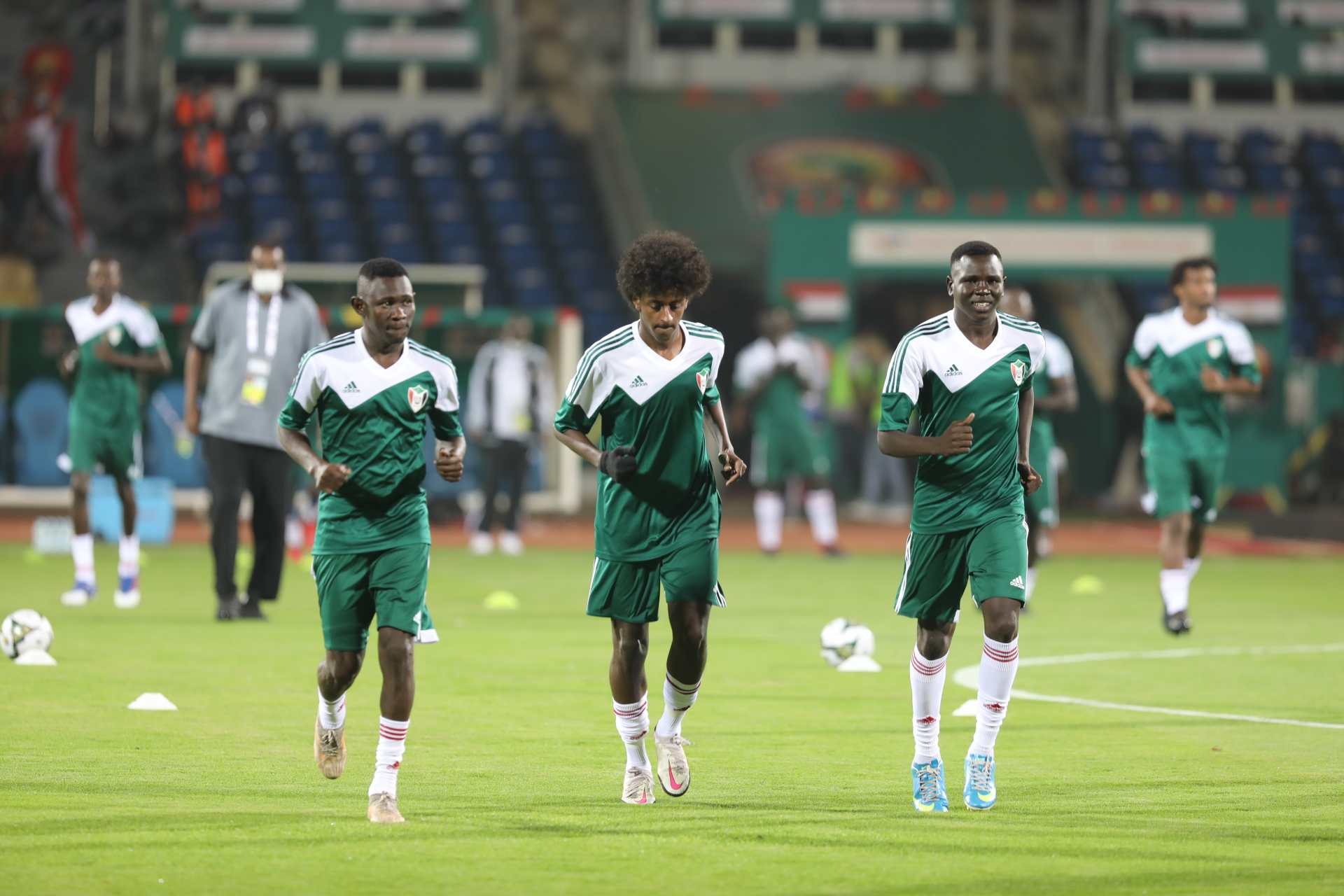
إحماء فريق السودان من بينهم أمجد إسماعيل

أمجد إسماعيل أحمد إسماعيل (1 يناير 1993 - ) هو لاعب كرة قدم سوداني محترف، يلعب حالياً كمدافع مع نادي أهلي شندي الذي ينافس في الدوري السوداني الممتاز، وكذلك شارك مع منتخب السودان لكرة القدم في كأس الأمم الإفريقية 2021.

## وصلات خارجية
- أمجد إسماعيل على موقع قاعدة بيانات كرة القدم.إي يو (الإنجليزية)
- أمجد إسماعيل على موقع ناشيونال فوتبول تيمز (الإنجليزية)
- أمجد إسماعيل على موقع Soccerway.com (الإنجليزية)